# Nylandstjärnen (Grundsunda socken, Ångermanland)
Nylandstjärnen är en sjö i Örnsköldsviks kommun i Ångermanland och ingår i Lögdeälven-Husåns kustområde.